# Juan Sebastián Verón
Juan Sebastián Verón (La Plata, Argentina, 9 de març de 1975), és un exfutbolista professional argentí. Actualment ocupa el càrrec de president de l'Estudiantes de La Plata argentí. Fou internacional absolut per la selecció de futbol de l'Argentina en 73 ocasions.

## Trajectòria professional
| Club                    | País       | Any         |
| ----------------------- | ---------- | ----------- |
| Estudiantes de La Plata | Argentina  | 1993 - 1995 |
| Boca Juniors            | Argentina  | 1995 - 1996 |
| Sampdoria               | Itàlia     | 1996 - 1998 |
| Parma                   | Itàlia     | 1998 - 1999 |
| SS Lazio                | Itàlia     | 1999 - 2001 |
| Manchester United FC    | Anglaterra | 2001 - 2003 |
| Chelsea FC              | Anglaterra | 2003 - 2004 |
| FC Inter de Milà        | Itàlia     | 2004 - 2006 |
| Estudiantes de La Plata | Argentina  | 2006 - 2012 |

## Palmarès
- 1 Copa de la UEFA: 1999 (Parma)
- 1 Supercopa d'Europa de futbol: 1999 (Lazio)
- 2 Lliga italiana de futbol: 2000 (Lazio) i 2006 (Inter)
- 4 Copa italiana de futbol: 1999 (Parma), 2000 (Lazio), 2005 i 2006 (Inter)
- 3 Supercopa italiana de futbol: 2000 (Lazio), 2005 i 2996 (Inter)
- 1 Lliga anglesa de futbol: 2003 (Manchester United)
- 2 Campionats argentins de futbol: 2006 i 2010 (Estudiantes)
- 1 Copa Libertadores: 2009 (Estudiantes)